# Посёлок отделения № 3 СКЗНИИСиВ
Посёлок отделения № 3 СКЗНИИСиВ — сельский населённый пункт (посёлок) в Прикубанском внутригородском округе города Краснодара. Входит в состав Берёзовского сельского округа.

## География
Посёлок отделения № 3 Северо-Кавказского зонального научно-исследовательского института садоводства и виноградарства находится в северной части городского округа города Краснодара, является анклавом внутри городской черты Краснодара в её северной части.

## История
Посёлок зарегистрирован 15 ноября 1977 года в подчинении Краснодарскому горсовету, в частности, Ленинскому району г. Краснодара. 17 апреля 1978 года передан в подчинение Прикубанскому району.

## Население
| 2002 | 2010 |
| ---- | ---- |
| 403  | ↘333 |

В 2002 году в национальной структуре населения русские составляли 86 %.

## Состав посёлка
В посёлке находится:
- ТЦ «Максимус» в котором находятся — Ozone box, Магнит, Мясо есть, Фитофарм, Магазин овощей и фруктов, Адыгейское пиво;
- Коттеджный посёлок Малиновка который включает в себя 3 улицы: им. Героя Анощенкова, им. Героя Орлова, им. Героя Богданченко.

В 2023 году осуществлена газификация поселка в рамках программы «Догазификация».